# V.D.
『V.D.』（ブイディー）は、VALSHEの2枚目のオリジナルアルバム。2014年2月19日にBeingから発売された。

## 概要
Being移籍後、初のアルバム。初回限定盤はDVDの他、封入特典、さらに特殊パッケージ仕様となっている。本作の発売を機会に、5pb. Recordsから発売されたメジャーデビューアルバム「storyteller」を同時発売として再発する。本作は「VALSHEがVALSHEである、その意味とは？ - VALSHE's Identity」をテーマとして制作された。

## 収録曲

### CD
1. Overture (2:32)
作曲：minato　編曲：G'n-
2. RAGE IDENTITY (4:20)
作詞：VALSHE　作曲：minato　編曲：G'n-
アルバム表題曲[3]。
3. Butterfly Core (4:20)
作詞：VALSHE　作曲：minato　編曲：齋藤真也
4. AFFLICT[注 1] (4:37)
作詞：VALSHE　作曲：minato　編曲：G'n-
5. ASTRAEA (5:07)
作詞：VALSHE　作曲：minato　編曲：齋藤真也
6. Human Dolls (3:49)
作詞・作曲：minato　編曲：G'n-
7. Mr.Diorama (3:59)
作詞：VALSHE　作曲：minato　編曲：G'n-
8. Blissful Jail (4:21)
作詞・作曲：VALSHE　編曲：G'n-
9. BLESSING CARD (3:52)
作詞：VALSHE　作曲：minato　編曲：齋藤真也
10. Leopardess (3:52)
作詞・作曲：minato　編曲：G'n-
11. EVALUATION (4:31)
作詞：minato　作曲：doriko　編曲：G'n-
12. Prize of Color (4:50)
作詞：VALSHE　作曲：minato　編曲：G'n-
13. Tigerish Eyez (4:43)
作詞：VALSHE　作曲：minato　編曲：齋藤真也
14. Fragment[注 1] (4:27)
作詞：VALSHE　作曲：minato　編曲：G'n-
15. Sincerely (5:01)
作詞：VALSHE　作曲：minato　編曲：FAITH-T

### DVD（初回限定盤のみ）
1. Butterfly Core -実写Ver.-（Music Video）